# Agrotis fraterna
Agrotis fraterna är en fjärilsart som beskrevs av Moore 1882. Agrotis fraterna ingår i släktet Agrotis och familjen nattflyn. Inga underarter finns listade i Catalogue of Life.